# Ceratina sauteri
Ceratina sauteri là một loài Hymenoptera trong họ Apidae. Loài này được Strand mô tả khoa học năm 1913.